# دی‌جی فسنقری
دی‌جی فسنقری جمشیدی مالده  از توابع ورامین ( قرچک ) موضوع یک میم اینترنتی است که در سال ۱۳۹۳ میان جامعهٔ کاربران ایرانی اینترنت به‌سرعت مشهور شد. انتشار چند کلیپ از آوازخوانی، کیبرد زدن، و مجلس‌گرم‌کنی یک دی‌جی به نام فسنقری در مرد او در مدت کوتاهی به یک «چهرهٔ اینترنتی» تبدیل شود، در یکی دو فیلم یا سریال صدا و سیمای ایران حضور یابد، با یک برنامهٔ تلویزیونی دربارهٔ شادی و با یک رسانهٔ خارجی دربارهٔ تعداد بالای هوادارانش در اینترنت گفتگو کند، و انیمیشن‌ها و بازی‌هایی با محوریت او برای سیستم‌عامل اندروید عرضه شود. صفحاتی که به نام او در شبکه‌های اجتماعی ایجاد شد هزاران بازدیدکننده داشت. یکی از این صفحات در عرض دو هفته ۱۰۰ هزار لایک گرفت و از کلیپ‌هایش بالغ بر ۶۰ هزار بار بازدید شد. هرچند این صفحات متعلق به فسنقری نبودند و او به گفتهٔ خودش اهل اینترنت نیست و صفحه‌ای با مدیریت او در فیس‌بوک وجود نداشته‌است. این یکی از اولین دفعاتی بود که پتانسیل شبکه‌های اجتماعی از قبیل فیس‌بوک در ایران نمایان شد.

## واکنش‌ها
واکنش‌ها به این رویداد اینترنتی متنوع بود، برخی به تحسین فسنقری پرداختند و برخی به استهزا، توهین و انتقاد شدید از او.
بزرگمهر حسین‌پور، کاریکاتوریست و طنزپرداز، معتقد است که ویژگی فسنقری رضایت و خوشحال بودن در لحظه است. او مردی خوشحال است که از کارش راضی است و تمام انرژی‌اش را برای کارش می‌گذارد و دل به آن می‌دهد. او دوست دارد متفاوت و خلاق باشد، حرف‌های جدید بزند و حرکات جدید انجام دهد و تمام تلاشش را بکند تا دیگران را شاد کند.
روزنامهٔ اعتماد در مصاحبه‌ای که با او چاپ کرد از او با عنوان «کپسول شادی» یاد کرد و ویژگی منحصر به فرد او را متفاوت بودن از سایر دی‌جی‌ها دانست که برخلاف آنان کت‌وشلوار براق نمی‌پوشد و موهایش را روغن نمی‌زند، بلکه تی‌شرتی ساده به تن دارد و سعی می‌کند با «حرکات عجیبش» مجلس را گرم کند. در مقابل، روزنامهٔ هفت صبح پدیده شدن دی‌جی فسنقری را «لودگی» و از جمله «فعالیت‌های سخیف» دانست و نوشت که ویدئوهایش «ده‌ها هزار نفر از اهالی شبکه‌های اجتماعی را برای ارضای حس طنز و خودتخریب‌گری ملی تحریک کرده‌است. پدیده فسنقری همان رویه تاریک جانور ترسناک ذهن جمعی ماست». تابناک نوشت شهرت فسنقری «بی‌گمان برایش خرسندی به همراه نیاورده، چون با الفاظ و کنایاتی همراه است که گاه مرز زشت‌ترین توهین‌ها نیز در آن شکسته می‌شود».
یونس یونسیان، دانش‌آموختهٔ مدیریت تحول، بابک زنجانی را از لحاظ اقبال عمومی به دی‌جی فسنقری تشبیه کرد.

## در زندگی واقعی
حسین فسنقری متولد ۱۳۶۱ در هریوند از توایع خراسان جنوبی و فارغ‌التحصیل لیسانس رشتهٔ عمران از دانشگاه بیرجند است. او یک دی‌جی و گرم‌کننده مجالس شادی در سراسر ایران است که سال‌ها به کار خوانندگی و نوازندگی در مجالس مختلف می‌پرداخت. پس از مشهور شدن در فضای اینترنت، فسنقری در فیلم اژدر اثر رضا سبحانی به ایفای نقش پرداخت. او بازیگر مجموعهٔ تلویزیونی جاده قدیم نیز بود، که سکانس‌های او سانسور شد. روزنامهٔ شرق نوشت که فسنقری با اجرای برنامه در یک بیمارستان اعصاب و روان و تلاش برای شاد کردن «آسیب‌پذیرترین بیماران» که «دچار مشکلات و آسیب‌های اجتماعی» هستند و شاد کردنشان سخت‌تر است اولین گام را در راستای فعالیت‌های اجتماعی برداشت.
سامان علی نژادیان در هفته‌نامهٔ آوای خوزستان نوشت فسنقری در زادگاهش فردی شناخته‌شده بود اما انتقادها باعث شد او گوشه‌نشین شود. حامد حیدری در ایرناپلاس نوشت، در سال ۱۳۹۸ با شماره تلفنی که در کلیپ‌های او دیده می‌شد تماس گرفته و فردی که ظاهراً مدیر برنامه‌های فسنقری بوده گفته او برای اجرا در مراسم عروسی‌های تهران چهار میلیون تومان مزد می‌گیرد.